# Zenon Ziaja
Zenon Ziaja (ur. 1946 w Sosnowcu) − polski przedsiębiorca, z wykształcenia farmaceuta, założyciel spółki Ziaja.

## Życiorys
Jest synem stolarza i krawcowej. W młodości chciał zostać lekarzem, podczas gdy rodzice planowali mu karierę skrzypka. Po ukończeniu szkoły średniej aplikował na studia lekarskie, ale zdobył o jeden punkt za mało, by zostać przyjętym. Zdecydował się wówczas na niezbyt dla niego interesujące studia farmaceutyczne, rozważał także studia na kierunku dziennikarstwo. Studiował w Lublinie. Po studiach zaczął pracę w aptece Szpitala Marynarki Wojennej w Gdańsku, zostając z czasem jej kierownikiem w stopniu pułkownika. Podczas pracy zawodowej zainteresował się produkcją leków.
Po transformacji ustrojowej odszedł ze służby wojskowej i zaczął w 1989 roku produkować ziemniaczany klej do tapet. Receptura nie sprawdziła się, w związku z czym Ziaja postanowił produkować preparaty kosmetyczne. Za pożyczone od znajomego 2.000 dolarów kupił starą maszynę do robienia lodów i przystosował ją do produkcji kremów kosmetycznych. Początkowo produkował opracowany wraz z żoną krem oliwkowy, który produkował we własnym mieszkaniu i piwnicy. Krem stał się popularny, a z czasem został sztandarowym produktem przedsiębiorstwa.
Rosnąca sprzedaż i zyski pozwoliły Ziai przenieść produkcje do pomieszczeń po zamkniętej stołówce PGR, a z czasem do kolejnych lokalizacji. W następnych latach firma rozpoczęła eksport do krajów w Europie, oraz na Filipiny, do Chile, Japonii, Korei Południowej, Tajwanu i Wietnamu. 
W 2021 zajął 34. miejsce na liście najbogatszych Polaków magazynu „Forbes” z majątkiem wycenianym na 1,6 mld zł.

## Życie prywatne
Żonaty, ma dwoje dzieci. Żona Aleksandra i syn Bartosz są farmaceutami, a córka Barbara Biernacka lekarzem.

## Odznaczenia i nagrody
- 2018 - Nagroda PRB im. Jana Kulczyka w kategorii SUKCES („biznesowy Oskar”) Polskiej Rady Biznesu[7].